# الإجهاض في المملكة المتحدة
يُعتبر الإجهاض قانونيًا في المملكة المتحدة، وبريطانيا العظمى وأيرلندا الشمالية، وذلك بموجب قانون الإجهاض لعام 1967، في الحالات التالية:
- وجود خطر على حياة المرأة الحامل.
- منع تضرر الصحة الجسدية أو الذهنية للمرأة الحامل بإصابة بالغة دائمة.
- خطر تضرر الصحة الجسدية أو الذهنية للمرأة الحامل أو أي من أطفالها الحاليين (الحد الأقصى للإجهاض بهذه الحالة هو 24 أسبوعًا من الحمل).
- وجود خطر كبير في حالة ولادة الطفل بأنه سيعاني من تشوهات جسدية أو عقلية معينة تجعله معاقًا بشكل كبير.[1][2]

انتقلت سياسة الإجهاض في القانون لاسكتلندا وأيرلندا الشمالية دونًا عن ويلز، علمًا أن جمعية أيرلندا الشمالية لا تعمل حاليًا، وتغير قانون المنطقة في 21 أكتوبر عام 2019 بموجب أحكام قانون أيرلندا الشمالي لعام 2019 (التكوين التنفيذي)، وستتوفر خدمات الإجهاض في أيرلندا الشمالية في 31 آذار / مارس عام 2020، ويحق لنساء هذه المنطقة حتى ذلك الحين الوصول لخدمات الإجهاض في مناطق أخرى من المملكة المتحدة دون مقابل مادي ودون اعتبار أنهن ارتكبن جريمة جنائية.

## بريطانيا العظمى
يُسمح بالإجهاض بشكل عام في بريطانيا العظمى لأسباب اجتماعية اقتصادية خلال الأسابيع الـ24 الأولى من الحمل (وهو أعلى حد مسموح به على مستوى أوروبا، وهو متاح في هولندا أيضًا)، ولمدة أطول من ذلك إن كانت الأسباب طبية.

### قانون الإجهاض لعام 1967
كما أُشير سابقًا، تنص الفقرة (1) من قانون الإجهاض لعام 1967 بشكل كامل حاليًا في كل من إنجلترا وويلز واسكتلندا:
مع مراعاة أحكام هذا القسم، لا يُعتبر الفرد مذنبًا بجريمة بموجب القانون المتعلق بالإجهاض عندما يتولى إنهاء الحمل ممارس طبي مسجّل إذا اتفق ممارسان طبيان مسجلان على هذا الرأي، بما ينبع عن حسن نية – (1) بشرط ألا يكون الحمل قد تجاوز أسبوعه الرابع والعشرين، وينطوي استمراره على خطر أكبر مما هو عليه لو تم إنهاء الحمل، أو على تأذي الصحة الجسدية أو الذهنية للمرأة الحامل أو أي من الأطفال الحاليين في أسرتها، أو (2) أن إنهاء الحمل ضروي لمنع حدوث إصابة بالغة ودائمة في الصحة الجسدية أو العقلية للمرأة الحامل، أو (3) أن استمرار الحمل سيهدد حياة المرأة الحامل، بخطر أكبر مما هو عليه إذا أُنهي الحمل، أو (4) أن هناك خطر كبير يهدد الطفل إذا وُلد بالمعاناة من تشوهات جسدية أو عقلية تعيقه بشكل كبير.

## إنجلترا وويلز

### قانون الجرائم ضد الأشخاص لعام 1861
تنص المادة 58 من قانون الجرائم ضد الأشخاص لعام 1861 على ما يلي، وتحرّم إعطاء أدوية أو استخدام أدوات تسبب الإجهاض:
كل امرأة حامل تُقدِم، بنية تولّي إجهاض حملها بنفسها، على إعطاء نفسها أي سم أو مادة ضارة أخرى بشكل غير قانوني، أو استخدام أي أداة أو أي وسيلة كانت للقصد ذاته بشكل غير قانوني، وبالمثل، فكل شخص يقدم، بنية إجراء إجهاض لأي امرأة سواء كانت حاملًا أم لم تكن، على إعطائها أو جعلها تتناول سمًّا أو أي مادة ضارة أخرى بشكل غير قانوني، أو استخدام أي أداة أو أي وسيلة كانت للقصد ذاته بشكل غير قانوني، سيُعتبرون مذنبين بارتكاب جناية، وسيخضعون نتيجة إدانتهم هذه للأسر الجزائي مدى الحياة...
تنص المادة 59 من قانون الجرائم ضد الأشخاص لعام 1861 على ما يلي، وتحرّم امتلاك أدوية أو أدوات أخرى تسبب الإجهاض:
كل من يوفّر أو يمتلك أي سم أو مادة ضارة أخرى بشكل غير قانوني، أو أي أداة أو أي شيء كان، مع سابق العلم بنية استخدام ما ذُكر بشكل غير قانوني في إجراء إجهاض لأي امرأة، سواءً كانت حاملًا أم لا، سيُعتبر مذنبًا بارتكاب جنحة، وسيخضع نتيجة إدانته هذه للأسر الجزائي...
ويمكن تفسير المصطلحات التالية في القانون كما يلي:
- بشكل غير قانوني: عملًا بأهداف المادتين 58 و59 من قانون الجرائم المرتكبة ضد الأشخاص لعام 1861، وأي حكم قانوني متعلق بتيسير الإجهاض، يُعتبر أي فعل بنية إجهاض امرأة (أو في حالة حمل امرأة بأكثر من جنين، فإجهاضها لأي منهم)، غير قانوني ما لم تُصرّح به المادة 1 من قانون الإجهاض لعام 1967، وفي حالة حمل امرأة بأكثر من جنين واحد، فإن أي فعل يُقام به بقصد إجهاضها لأي من أجنتها يكون مصرحًا به من قبل المادة 1 إذا كان أساس إنهاء الحمل المحدد في الفقرة الفرعية (1)(د) من المادة 1 ينطبق فيما يتعلق بأي جنين، وكان الهدف تسهيل إجهاض ذاك الجنين، أو إذا انطبق أي من أساسات إنهاء الحمل الأخرى المحددة في الفقرة المذكورة (1).
- نمط المحاكمة: تخضع الجرائم المنصوص عليها في المادتين 58 و59 للمحاكمة بالاتهام في المحكمة الملكية حصرًا.
- الحكم: تُعاقب الجريمة المندرجة تحت المادة 58 بالسجن مدى الحياة أو مدة أقصر من ذلك، ومن جهة أخرى تُعاقّب الجريمة المندرجة تحت المادة 59 بالسجن لمدة لا تتجاوز 5 سنوات.

### أحكام قانونية أخرى
تُعتبر وفاة شخص (أو طفل) وُلد حيًا نتيجة محاولة غير مشروعة لإجراء إجهاض بحكم القتل غير المتعمد على الأقل.

### اسكتلندا
كان الإجهاض مسألة يحتكرها برلمان المملكة المتحدة بموجب قانون اسكتلندا لعام 1988، ولكنه انتقل تباعًا للبرلمان الإسكتلندي من خلال قانون اسكتلندا لعام 2016، وما زال قانون الإجهاض لعام 1967 موجودًا.

### ويلز
لم تنتقل سياسات الإجهاض إلى ويلز تحت ظل قانون حكومة البلاد لعام 1998، وحدد قانون حكومة ويلز لعام 2006 إناطة برلمان الممكلة المتحدة به بشكل خاص.

### أيرلندا الشمالية
انتقال التفويض
انطبق قانون الجرائم المرتكبة ضد الأشخاص لعام 1861 بدايةً على أيرلندا بأكملها، وانتقل القانون المدني والجنائي لأيرلندا الشمالية بموجب قانون حكومة أيرلندا لعام 1920، وسنّ برلمان أيرلندا الشمالية قانون العدالة الجنائية (الخاص بأيرلندا الشمالية) لعام 1945، والذي سمح بالإجهاض (بنيّة حسنة لغرض الحفاظ على حياة الأم فقط)، ويماثل ذلك قانون الحفاظ على حياة الطفل لعام 1929، وتأسست خدمة متكاملة للرعاية الصحية والاجتماعية عام 1948.
عُلّق برلمان أيرلندا الشمالية عام 1972 واستمر الحكم المباشر من ويستمنستر إلى أن انتقلت مجموعة من السلطات، بما فيها الصحية، لجمعية أيرلندا الشمالية عام 1999، وحافظ القانون الجنائي، بما يتضمن أحكام الإجهاض، على كونه حكرًا على ويستمنستر حتى انتقال صلاحيات العدالة وحفظ النظام عام 2010، وفسّرت سلسلة من القضايا أمام المحاكم بين عامي 1993 و1999 القانون على أنه يسمح بالإجهاض في الحالات التي يوجد فيها خطر على إصابة المرأة الحامل بتأثيرات ضارة حقيقية وشديدة على صحتها الجسدية أو الذهنية، سواءً كانت طويلة الأمد أم دائمة.